# Fußballrivalität zwischen Mexiko und den Vereinigten Staaten

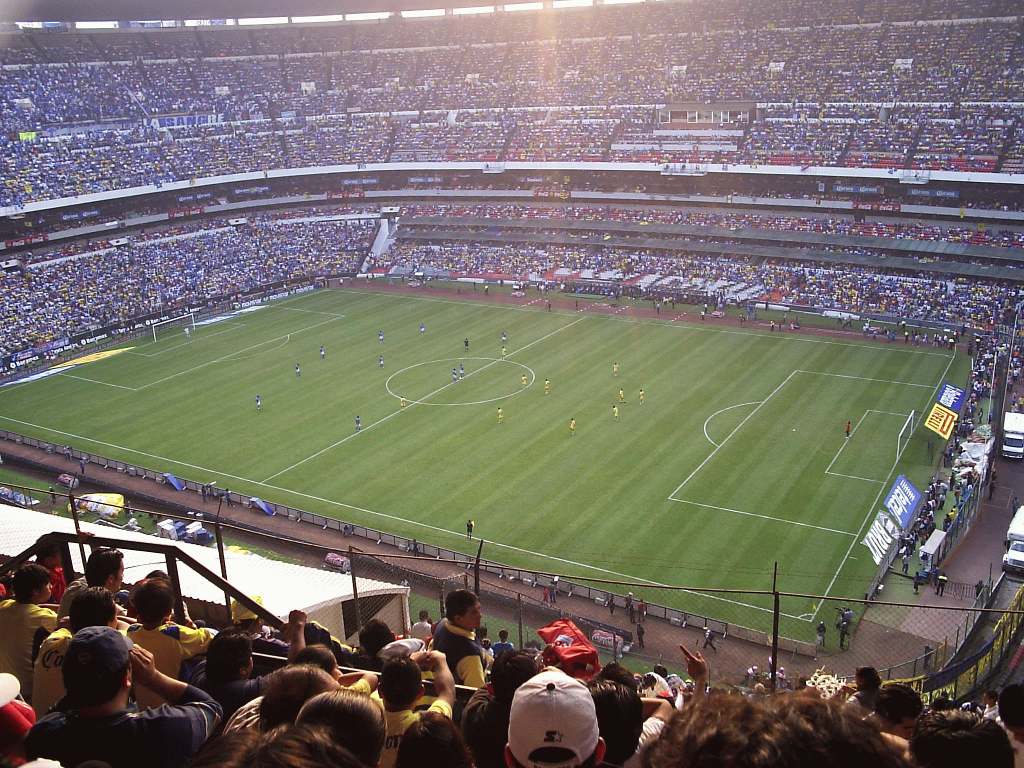
Häufigster Spielort des „Clásico de la Concacaf“ war das Estadio Azteca in Mexiko-Stadt mit insgesamt 12 Begegnungen.

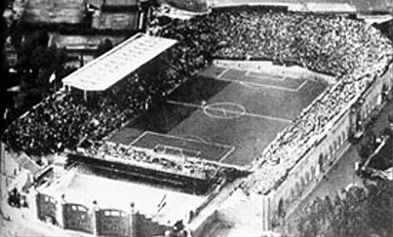
Die allererste Begegnung fand 1934 im römischen Stadio Nazionale del Partito Nazionale Fascista statt, in dem 17 Tage später auch das WM-Finale ausgetragen wurde.

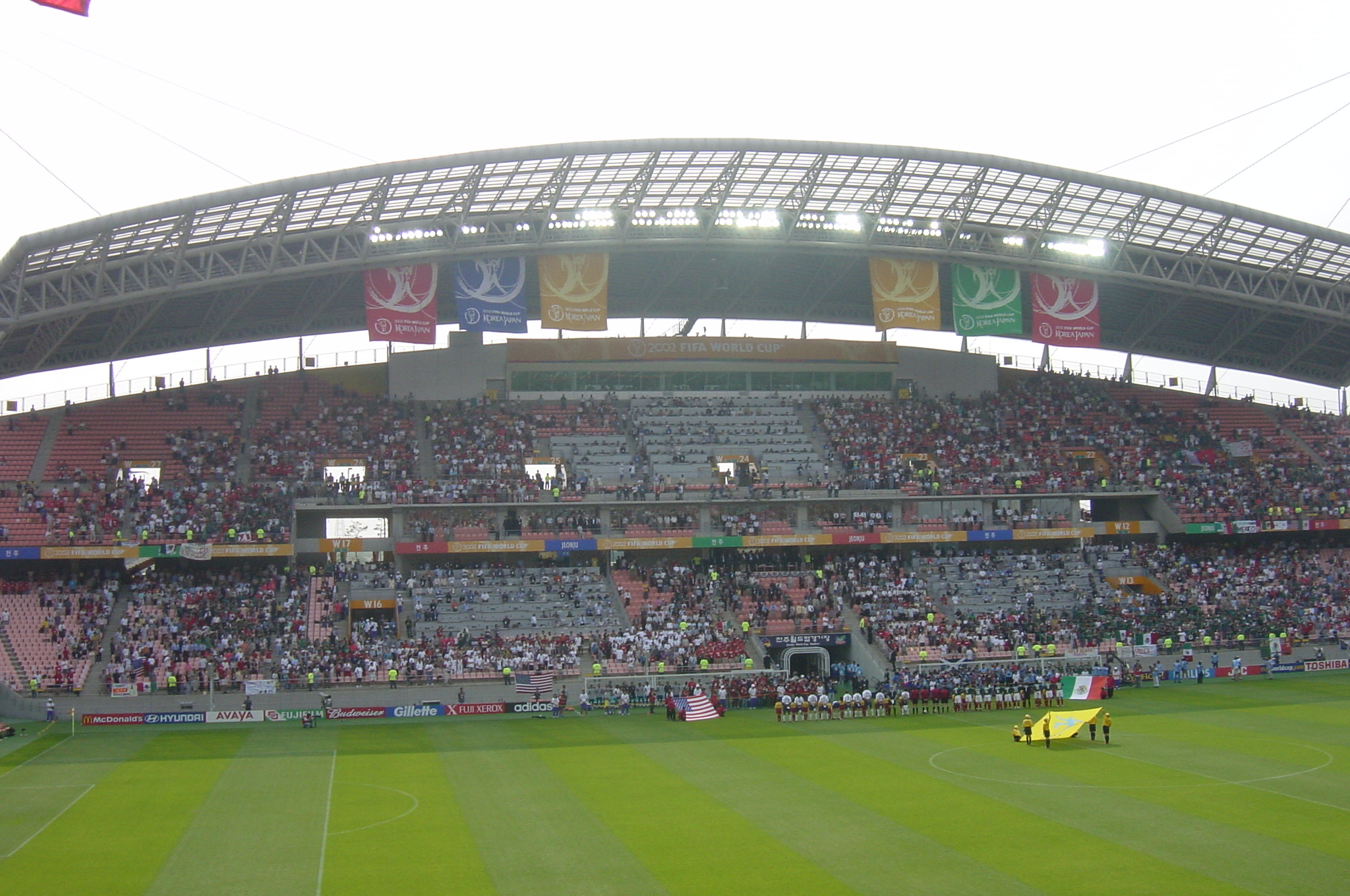
Die einzige WM-Begegnung zwischen den beiden Kontrahenten wurde 2002 im Jeonju-World-Cup-Stadion ausgetragen.

Die Fußballrivalität zwischen Mexiko und den Vereinigten Staaten ist lediglich ein Aspekt der zwischen beiden Ländern bestehenden Abneigungen, die bei aller Unterschiedlichkeit wegen der gemeinsamen Grenze zur Koexistenz „verdammt“ sind. Während Mexiko auf wirtschaftlichem Gebiet ebenso wie beim Mexikanisch-Amerikanischen Krieg immer auf der Verliererseite stand, war der Fußball praktisch die einzige Möglichkeit, den Rivalen nördlich des Rio Grande zu besiegen. Insbesondere seit dem Erstarken der US-amerikanischen Fußballnationalmannschaft und deren in den letzten drei Jahrzehnten häufigeren Siegen gegen „El Tri“ ist die Rivalität gewachsen und wird auf beiden Seiten der Grenze als ein wichtiges Derby wahrgenommen, das in Mexiko als „Clásico de la Concacaf“ bezeichnet wird.
Immerhin handelt es sich bei ihrer Begegnung um das Aufeinandertreffen der beiden besten Mannschaften aus dem Bereich der CONCACAF, die sich bereits siebenmal im Finale um den 1991 eingeführten CONCACAF Gold Cup gegenüber standen. Fünfmal behielten die Mexikaner die Oberhand, während die USA sich nur zweimal durchsetzen konnte. Doch das bisher „wichtigste aller Spiele“ gewann die USA bei der bisher einzigen Begegnung beider Mannschaften bei einer Fußball-Weltmeisterschaft. Mexikos ehemaliger Nationaltorwart Jorge Campos, der 2002 zwar zum mexikanischen WM-Kader gehörte, aber nicht zum Einsatz kam, kommentierte dieses Ausscheiden später mit folgenden Worten: „Nosotros siempre pensábamos que íbamos a estar por arriba de ellos en Concacaf, pero EU creció, ... y ahora la situación es más pareja…. Recuerdo cuando nos ganaron en el Mundial ..., pensábamos que ya teníamos todo para entrar a Cuartos y … nos eliminaron“ (deutsch Wir haben immer gedacht, dass wir in der Concacaf über ihnen stehen, aber die USA haben sich entwickelt … und heute ist das Verhältnis ausgeglichener. … Ich erinnere mich an die WM-Begegnung mit ihnen …, als wir uns sicher waren, das Viertelfinale zu erreichen und … sie uns rausgeworfen haben.).

## Geschichte
Das erste Länderspiel zwischen den beiden Kontrahenten fand am 24. Mai 1934 in Rom statt und ermittelte den letzten Teilnehmer für die in Italien ausgetragene Fußball-Weltmeisterschaft 1934. Diese Begegnung gewann die USA mit 4:2 und durfte somit am WM-Turnier teilnehmen, während Mexiko die WM-Teilnahme verpasste und die Heimreise antreten musste.
Die darauffolgenden 10 Begegnungen (bis einschl. der Qualifikation für die Fußball-Weltmeisterschaft 1958) gewann Mexiko allesamt und in der Regel sogar deutlich. Dreimal erzielten die Mexikaner sieben Tore (diese Spiele endeten zweimal 7:2 und einmal 7:3) sowie drei weitere Male sechs Tore; darunter zwei 6:0-Erfolge, die bis heute höchsten Siege gegen die USA (am 4. September 1949 und am 7. April 1957). Ein interessantes Detail ist, dass sowohl die erste Begegnung in Mexiko (am 12. September 1937) als auch die erste Begegnung in den USA (am 28. April 1957) mit einem 7:2-Sieg der Mexikaner endete.
Auch wenn die USA zwischenzeitlich zumindest drei Remis erzielten, so gelang ihnen bis 1980 kein einziger Sieg mehr. Erst im 26. Kräftemessen am 23. November 1980 gelang den USA im heimischen Lockhart Stadium von Fort Lauderdale mit dem 2:1-Erfolg der überhaupt erst zweite Sieg gegen die Mexikaner, die bis dahin bereits 21 Siege verbuchen konnten.
Damit war der Bann gebrochen; denn von nun an gelangen den USA noch häufiger Siege gegen Mexiko. Der Nächste im Halbfinale um den CONCACAF Gold Cup 1991 am 5. Juli 1991 in Los Angeles, als die USA sich gegen zu selbstsichere Mexikaner mit 2:0 durchsetzen konnten und später auch das Turnier gewannen, während Mexiko sich mit dem dritten Platz begnügen musste. Zwei Jahre später revanchierte Mexiko sich mit einem 4:0-Erfolg im Finale des CONCACAF Gold Cup 1993, das vor 120.000 Zuschauern im Estadio Azteca von Mexiko-Stadt ausgetragen wurde. Diese beiden Begegnungen setzten die Rivalität in Gang.
Die ursprüngliche Dominanz der Mexikaner war jedenfalls verloren, und Mexiko hatte nach einem 2:1-Sieg in den USA (am 13. März 1999) zwischen dem 11. Juni 2000 (0:3-Niederlage im Giants Stadium) und dem 7. Februar 2007 (0:2-Niederlage im University of Phoenix Stadium) eine „schwarze Serie“ von acht Spielen in Folge, in denen „El Tri“ bei Gastspielen in den USA kein einziges Tor erzielen konnte: sieben dieser Begegnungen wurden verloren, ein Spiel endete torlos. Das Torverhältnis lautete 13:0 zu Gunsten der USA. Auch die nächsten drei Spiele konnten die Mexikaner nicht gewinnen (sie endeten aus ihrer Sicht 1:2, 2:2 und 0:2), ehe am 30. November 2015 im Giants Stadium von East Rutherford – ausgerechnet an jenem Ort, an dem die Negativserie ihren Anfang genommen hatte – mit 5:0 der höchste Sieg der Mexikaner (neben dem anfangs erwähnten 7:2) in den USA gelang. Dass es sich hierbei um das Finale des CONCACAF Gold Cup 2009 gehandelt hatte, steigerte den Triumph der Mexikaner noch einmal entsprechend.
Während die USA eine positive Heimbilanz gegen die Mexikaner haben (siehe Statistik), ist die Heimbilanz der Mexikaner absolut dominierend. Ihre ersten 19 Heimspiele haben die Mexikaner allesamt gewonnen, ehe am 2. November 1997 die USA nach einer torlosen Begegnung erstmals nicht als Verlierer nach Hause reisen mussten. Danach gab es weitere vier Heimsiege der Mexikaner, ehe in einem am 15. August 2012 im Estadio Azteca ausgetragenen Freundschaftsspiel dem US-Team mit einem 1:0 der allererste Sieg in Mexiko gelang. Seither warten die Mexikaner vergeblich auf einen weiteren Heimsieg, denn die nächsten drei Begegnungen endeten alle unentschieden.

## Liste aller Länderspiele
In der nachstehenden Liste werden alle Länderspiele zwischen Mexiko und den Vereinigten Staaten abgebildet. Die Ergebnisse werden jeweils aus der Sicht Mexikos dargestellt.

### Legende
Dieser Abschnitt dient als Legende für die nachfolgenden Tabellen.
- A = Auswärtsspiel
- H = Heimspiel
- * = Spiel auf neutralem Platz
- n. V. = nach Verlängerung
- i. E. = im Elfmeterschießen
- n. G.G. = nach Golden Goal
- grüne Hintergrundfarbe = Sieg der mexikanischen Mannschaft
- gelbe Hintergrundfarbe = Unentschieden
- rote Hintergrundfarbe = Sieg der US-amerikanischen Mannschaft

| Nr. | Datum         | Ergebnis    | Anlass                                             |   | Austragungsort                                           | Bemerkungen |
| --- | ------------- | ----------- | -------------------------------------------------- | - | -------------------------------------------------------- | --- |
| 1   | 24. Mai 1934  | 2:4         | WM-Qualifikation 1934                              | * | Stadio Nazionale del PNF, Rom (ITA)                      | Einziger Länderspielsieg der USA bis 1980                                                                                 |
| 2   | 12. Sep. 1937 | 7:2         | Freundschaftsspiel                                 | H | Parque Asturias, Mexiko-Stadt (MEX)                      | |
| 3   | 19. Sep. 1937 | 7:3         | Freundschaftsspiel                                 | H | Parque Necaxa, Mexiko-Stadt (MEX)                        | Torreichstes Ergebnis im „Clásico de la Concacaf“                                                                         |
| 4   | 26. Sep. 1937 | 5:1         | Freundschaftsspiel                                 | H | Parque España, Mexiko-Stadt (MEX)                        | |
| 5   | 13. Juli 1947 | 5:0         | NAFC-Meisterschaft 1949                            | * | Estadio La Tropical, Havanna (CUB)                       | |
| 6   | 04. Sep. 1949 | 6:0         | WM-Qualifikation 1950                              | H | Estadio de la Ciudad de los Deportes, Mexiko-Stadt (MEX) | Gleichzeitig NAFC-Meisterschaft 1949 und höchster Sieg im „Clásico de la Concacaf“                                        |
| 7   | 18. Sep. 1949 | 6:2         | WM-Qualifikation 1950                              | H | Estadio de la Ciudad de los Deportes, Mexiko-Stadt (MEX) | Gleichzeitig NAFC-Meisterschaft 1949                                                                                      |
| 8   | 10. Jan. 1954 | 4:0         | WM-Qualifikation 1954                              | H | Estadio de la Ciudad de los Deportes, Mexiko-Stadt (MEX) | |
| 9   | 14. Jan. 1954 | 3:1         | WM-Qualifikation 1954                              | H | Estadio de la Ciudad de los Deportes, Mexiko-Stadt (MEX) | |
| 10  | 07. Apr. 1957 | 6:0         | WM-Qualifikation 1958                              | H | Estadio Olímpico Universitario, Mexiko-Stadt (MEX)       | Gemeinsam mit der 6. Begegnung höchster Sieg im „Clásico de la Concacaf“                                                  |
| 11  | 28. Apr. 1957 | 7:2         | WM-Qualifikation 1958                              | A | Veterans Memorial Stadium, Long Beach (USA)              | Erster „Clásico de la Concacaf“ in den USA und höchster Sieg Mexikos dort (neben dem 5:0 im 56. Spiel)                    |
| 12  | 06. Nov. 1960 | 3:3         | WM-Qualifikation 1962                              | A | Wrigley Field, Los Angeles (USA)                         | Erstes Remis der beiden Kontrahenten                                                                                      |
| 13  | 13. Nov. 1960 | 3:0         | WM-Qualifikation 1962                              | H | Estadio Olímpico Universitario, Mexiko-Stadt (MEX)       | |
| 14  | 07. Mär. 1965 | 2:2         | WM-Qualifikation 1966                              | A | Memorial Coliseum, Los Angeles (USA)                     | |
| 15  | 12. Mär. 1965 | 2:0         | WM-Qualifikation 1966                              | H | Estadio Olímpico Universitario, Mexiko-Stadt (MEX)       | |
| 16  | 03. Sep. 1972 | 3:1         | WM-Qualifikation 1974                              | H | Estadio Azteca, Mexiko-Stadt (MEX)                       | Gleichzeitig Qualifikation zum CONCACAF-Nations-Cup 1973                                                                  |
| 17  | 10. Sep. 1972 | 2:1         | WM-Qualifikation 1974                              | A | Memorial Coliseum, Los Angeles (USA)                     | Gleichzeitig Qualifikation zum CONCACAF-Nations-Cup 1973                                                                  |
| 18  | 16. Okt. 1973 | 2:0         | Freundschaftsspiel                                 | H | Estadio Azteca, Mexiko-Stadt (MEX)                       | |
| 19  | 05. Sep. 1974 | 3:1         | Freundschaftsspiel                                 | H | Estadio Universitario, Monterrey (MEX)                   | |
| 20  | 08. Sep. 1974 | 1:0         | Freundschaftsspiel                                 | A | Cotton Bowl, Dallas (USA)                                | |
| 21  | 24. Aug. 1975 | 2:0         | Freundschaftsspiel                                 | H | Estadio Azteca, Mexiko-Stadt (MEX)                       | Privates Turnier (Mexico Cup '75)                                                                                         |
| 22  | 03. Okt. 1976 | 0:0         | WM-Qualifikation 1978                              | A | Memorial Coliseum, Los Angeles (USA)                     | Gleichzeitig Qualifikation zum CONCACAF-Nations-Cup 1977                                                                  |
| 23  | 15. Okt. 1976 | 3:0         | WM-Qualifikation 1978                              | H | Estadio Cuauhtémoc, Puebla (MEX)                         | Gleichzeitig Qualifikation zum CONCACAF-Nations-Cup 1977                                                                  |
| 24  | 27. Sep. 1977 | 3:0         | Freundschaftsspiel                                 | H | Estadio Universitario, Monterrey (MEX)                   | |
| 25  | 09. Nov. 1980 | 5:1         | WM-Qualifikation 1982                              | H | Estadio Azteca, Mexiko-Stadt (MEX)                       | Gleichzeitig Qualifikation zum CONCACAF-Nations-Cup 1981                                                                  |
| 26  | 23. Nov. 1980 | 1:2         | WM-Qualifikation 1982                              | A | Lockhart Stadium, Fort Lauderdale (USA)                  | Gleichzeitig Qualifikation zum CONCACAF-Nations-Cup 1981 Erster Sieg der USA nach 44 Jahren und erster Heimsieg überhaupt |
| 27  | 17. Okt. 1984 | 2:1         | Freundschaftsspiel                                 | H | Estadio Neza 86, Nezahualcóyotl (MEX)                    | |
| –   | 06. Mai 1990  | 1:0         | North American Nations Cup 1990                    | * | Swangard Stadium, Burnaby (CAN)                          | Das Spiel wird von der USSF nicht gelistet. Kanada spielte im Turnier am 6. Mai gegen die B-Mannschaft der USA.           |
| 28  | 12. Mär. 1991 | 2:2         | North American Nations Cup 1991                    | A | Memorial Coliseum, Los Angeles (USA)                     | |
| 29  | 05. Juli 1991 | 0:2         | CONCACAF Gold Cup 1991 (Halbfinale)                | A | Memorial Coliseum, Los Angeles (USA)                     | |
| 30  | 25. Juli 1993 | 4:0         | CONCACAF Gold Cup 1993 (Endspiel)                  | H | Estadio Azteca, Mexiko-Stadt (MEX)                       | |
| 31  | 13. Okt. 1993 | 1:1         | Freundschaftsspiel                                 | A | RFK Stadium, Washington, D.C. (USA)                      | |
| 32  | 04. Juni 1994 | 0:1         | Freundschaftsspiel                                 | A | Rose Bowl Stadium, Pasadena (USA)                        | |
| 33  | 18. Juni 1995 | 0:4         | Freundschaftsspiel                                 | A | RFK Stadium, Washington, D.C. (USA)                      | Privates Turnier (USA Cup '95) und höchster Sieg der USA gegen Mexiko                                                     |
| 34  | 17. Juli 1995 | 0:0         | Copa América 1995 (Viertelfinale)                  | * | Estadio Parque Artigas, Paysandú (URU)                   | 1:4 n. E. (von der FIFA und in der Statistik unten als Remis gewertet)                                                    |
| 35  | 16. Juni 1996 | 2:2         | Freundschaftsspiel                                 | A | Rose Bowl Stadium, Pasadena (USA)                        | Privates Turnier (USA Cup '96)                                                                                            |
| 36  | 19. Jan. 1997 | 2:0         | Freundschaftsspiel                                 | A | Rose Bowl Stadium, Pasadena (USA)                        | Privates Turnier (USA Cup '97)                                                                                            |
| 37  | 20. Apr. 1997 | 2:2         | WM-Qualifikation 1998                              | A | Foxboro Stadium, Foxborough (USA)                        | |
| 38  | 02. Nov. 1997 | 0:0         | WM-Qualifikation 1998                              | H | Estadio Azteca, Mexiko-Stadt (MEX)                       | Erster Punktgewinn der USA in Mexiko, die zum ersten Mal daheim ohne Torerfolg blieben                                    |
| 39  | 15. Feb. 1998 | 1:0         | CONCACAF Gold Cup 1998 (Endspiel)                  | A | Memorial Coliseum, Los Angeles (USA)                     | |
| 40  | 13. Mär. 1999 | 2:1         | Freundschaftsspiel                                 | A | Qualcomm Stadium, San Diego (USA)                        | Privates Turnier (USA Cup '99)                                                                                            |
| 41  | 01. Aug. 1999 | 1:0 n. G.G. | FIFA-Konföderationen-Pokal 1999                    | H | Estadio Azteca, Mexiko-Stadt (MEX)                       | |
| 42  | 11. Juni 2000 | 0:3         | Freundschaftsspiel                                 | A | Giants Stadium, East Rutherford (USA)                    | |
| 43  | 25. Okt. 2000 | 0:2         | Freundschaftsspiel                                 | A | Memorial Coliseum, Los Angeles (USA)                     | |
| 44  | 28. Feb. 2001 | 0:2         | WM-Qualifikation 2002                              | A | Columbus Crew Stadium, Columbus (USA)                    | |
| 45  | 01. Juli 2001 | 1:0         | WM-Qualifikation 2002                              | H | Estadio Azteca, Mexiko-Stadt (MEX)                       | |
| 46  | 03. Apr. 2002 | 0:1         | Freundschaftsspiel                                 | A | Invesco Field at Mile High, Denver (USA)                 | |
| 47  | 17. Juni 2002 | 0:2         | WM 2002 (Achtelfinale)                             | * | Jeonju-World-Cup-Stadion, Jeonju (KOR)                   | Einzige Begegnung bei einer Fußball-Weltmeisterschaft                                                                     |
| 48  | 08. Mai 2003  | 0:0         | Freundschaftsspiel                                 | A | Reliant Stadium, Houston (USA)                           | |
| 49  | 28. Apr. 2004 | 0:1         | Freundschaftsspiel                                 | A | Cotton Bowl, Dallas (USA)                                | |
| 50  | 27. Mär. 2005 | 2:1         | WM-Qualifikation 2006                              | H | Estadio Azteca, Mexiko-Stadt (MEX)                       | |
| 51  | 03. Sep. 2005 | 0:2         | WM-Qualifikation 2006                              | A | Columbus Crew Stadium, Columbus (USA)                    | |
| 52  | 07. Feb. 2007 | 0:2         | Freundschaftsspiel                                 | A | University of Phoenix Stadium, Glendale (USA)            | |
| 53  | 24. Juni 2007 | 1:2         | CONCACAF Gold Cup 2007 (Endspiel)                  | A | Soldier Field, Chicago (USA)                             | |
| 54  | 06. Feb. 2008 | 2:2         | Freundschaftsspiel                                 | A | Reliant Stadium, Houston (USA)                           | |
| 55  | 11. Feb. 2009 | 0:2         | WM-Qualifikation 2010                              | A | Columbus Crew Stadium, Columbus (USA)                    | |
| 56  | 26. Juli 2009 | 5:0         | CONCACAF Gold Cup 2009 (Endspiel)                  | A | Giants Stadium, East Rutherford (USA)                    | Gemeinsam mit der 11. Begegnung höchster Sieg Mexikos in den USA                                                          |
| 57  | 12. Aug. 2009 | 2:1         | WM-Qualifikation 2010                              | H | Estadio Azteca, Mexiko-Stadt (MEX)                       | |
| 58  | 25. Juni 2011 | 4:2         | CONCACAF Gold Cup 2011 (Endspiel)                  | A | Rose Bowl Stadium, Pasadena (USA)                        | |
| 59  | 10. Aug. 2011 | 1:1         | Freundschaftsspiel                                 | A | Lincoln Financial Field, Philadelphia (USA)              | |
| 60  | 15. Aug. 2012 | 0:1         | Freundschaftsspiel                                 | H | Estadio Azteca, Mexiko-Stadt (MEX)                       | Erste Heimniederlage Mexikos gegen die USA                                                                                |
| 61  | 26. Mär. 2013 | 0:0         | WM-Qualifikation 2014                              | H | Estadio Azteca, Mexiko-Stadt (MEX)                       | |
| 62  | 10. Sep. 2013 | 0:2         | WM-Qualifikation 2014                              | A | Columbus Crew Stadium, Columbus (USA)                    | |
| 63  | 02. Apr. 2014 | 2:2         | Freundschaftsspiel                                 | A | University of Phoenix Stadium, Glendale (USA)            | |
| 64  | 15. Apr. 2015 | 0:2         | Freundschaftsspiel                                 | A | Alamodome, San Antonio (USA)                             | |
| 65  | 10. Okt. 2015 | 3:2 n. V.   | CONCACAF Gold Cup 2015 (Confed-Cup-Play-off-Spiel) | A | Rose Bowl Stadium, Pasadena (USA)                        | |
| 66  | 11. Nov. 2016 | 2:1         | WM-Qualifikation 2018                              | A | Mapfre Stadium, Columbus (USA)                           | |
| 67  | 11. Juni 2017 | 1:1         | WM-Qualifikation 2018                              | H | Estadio Azteca, Mexiko-Stadt (MEX)                       | |
| 68  | 11. Sep. 2018 | 0:1         | Freundschaftsspiel                                 | A | Nissan Stadium, Nashville (USA)                          | |
| 69  | 07. Juli 2019 | 1:0         | CONCACAF Gold Cup 2019 (Endspiel)                  | A | Soldier Field, Chicago (USA)                             | |
| 70  | 06. Sep. 2019 | 3:0         | Freundschaftsspiel                                 | A | MetLife Stadium, East Rutherford (USA)                   | |
| 71  | 06. Juni 2021 | 2:3 n. V.   | CONCACAF Nations League 2019–21 (Endspiel)         | A | Empower Field at Mile High, Denver (USA)                 | |
| 72  | 01. Aug. 2021 | 0:1 n. V.   | CONCACAF Gold Cup 2021 (Endspiel)                  | A | Allegiant Stadium, Paradise (USA)                        | |
| 73  | 12. Nov. 2021 | 0:2         | WM-Qualifikation 2022                              | A | TQL Stadium, Cincinnati (USA)                            | |
| 74  | 24. Mär. 2022 | 0:0         | WM-Qualifikation 2022                              | H | Estadio Azteca, Mexiko-Stadt (MEX)                       | |

## Länderspielbilanz

### Gesamtbilanz
| Wettbewerb                 | Spiele | MEX | Remis | USA | Tore MEX | Tore USA |
| -------------------------- | ------ | --- | ----- | --- | -------- | -------- |
| Weltmeisterschaft          | 1      | 0   | 0     | 1   | 0        | 2        |
| WM-Qualifikation           | 31     | 16  | 8     | 7   | 68       | 35       |
| FIFA-Konföderationen-Pokal | 1      | 1   | 0     | 0   | 1        | 0        |
| CONCACAF-Turniere          | 10     | 6   | 0     | 4   | 21       | 12       |
| Copa América               | 1      | 0   | 1     | 0   | 0        | 0        |
| NACF-Meisterschaft         | 1      | 0   | 1     | 0   | 2        | 2        |
| ALLE TURNIERSPIELE         | 45     | 23  | 10    | 12  | 92       | 51       |
| Testspiele                 | 29     | 13  | 6     | 10  | 52       | 35       |
| GESAMTBILANZ               | 74     | 36  | 16    | 22  | 144      | 86       |

| Spiele: Spiele insgesamt |
| MEX: Siege Mexiko        |
| USA: Siege USA           |
| Tore MEX: Tore Mexiko    |
| Tore USA: Tore USA       |

### Bilanz nach Spielort
| Wettbewerb                                   | Spiele | MEX | Remis | USA | Tore MEX | Tore USA |
| -------------------------------------------- | ------ | --- | ----- | --- | -------- | -------- |
| Offizielle Turnierspiele in Mexiko           | 18     | 15  | 4     | 0   | 52       | 8        |
| Offizielle Turnierspiele in den USA          | 22     | 8   | 5     | 10  | 38       | 37       |
| Offizielle Turnierspiele auf neutralem Platz | 4      | 1   | 1     | 2   | 7        | 6        |
| ALLE TURNIERSPIELE                           | 46     | 24  | 10    | 12  | 97       | 51       |
| Testspiele in Mexiko                         | 9      | 8   | 0     | 1   | 31       | 9        |
| Testspiele in den USA                        | 19     | 4   | 6     | 9   | 16       | 26       |
| Testspiele auf neutralem Platz               | 0      | 0   | 0     | 0   | 0        | 0        |
| ALLE TESTSPIELE                              | 28     | 12  | 6     | 10  | 47       | 35       |
| GESAMTBILANZ (in Mexiko)                     | 28     | 23  | 4     | 1   | 83       | 17       |
| GESAMTBILANZ (in den USA)                    | 42     | 12  | 11    | 19  | 54       | 63       |
| GESAMTBILANZ (auf neutralem Platz)           | 4      | 1   | 1     | 2   | 7        | 6        |
| GESAMTBILANZ                                 | 74     | 36  | 16    | 22  | 144      | 86       |

## Statistik
- Torreichstes Spiel: Mexiko – USA 7:3 am 19. September 1937
- Höchster Heimsieg Mexiko: zweimal 6:0 (am 4. September 1949 und am 7. April 1957)
- Höchster Auswärtssieg Mexiko: 7:2 (am 28. April 1957) und 5:0 (am 26. Juli 2009)
- Höchster Heimsieg USA: 4:0 (am 18. Juni 1995)
- Höchster Auswärtssieg USA: 1:0 (am 15. August 2012; einziger Auswärtssieg)